# Jung Gil-ok
Jung Gil-ok (* 15. September 1980) ist eine ehemalige südkoreanische Florettfechterin.

## Erfolge
Jung Gil-ok erfocht vor allem im Mannschaftswettbewerb internationale Erfolge. So wurde sie 2011 und 2013 mit dieser Asienmeister, 2007 und 2012 belegte sie den zweiten Rang. Im Einzel erfocht sie 2007 und 2013 Bronze sowie 2011 und 2012 Silber. Bei den Asienspielen 2006 in Doha gewann sie die Goldmedaille mit der Mannschaft. Jung wurde 2005 in Leipzig Weltmeisterin in der Mannschaftskonkurrenz. Darüber hinaus belegte sie mit der südkoreanischen Equipe 2006 und 2011 den Bronzerang. Die Olympischen Spiele 2008 in Peking beendete sie im Einzel auf dem 24. Rang. Bei den Olympischen Spielen 2012 in London erreichte sie mit der Mannschaft das Gefecht um Bronze, das gegen Frankreich mit 45:32 gewonnen wurde. Im Einzel belegte sie den 15. Rang.